# 加古川温泉
加古川温泉（かこがわおんせん）は、兵庫県加古川市上荘町にある温泉で、加古川市内にある唯一の露天風呂のある温泉旅館。

## 泉質
- 含炭酸塩化土類泉（含二酸化炭素・カルシウム・ナトリウム塩化物・炭酸水素塩）。低張性、冷鉱泉。
  - 源泉温度 ： 19.4℃
  - 湧出量 ： 37.6リットル/分
  - 飲用 ： 不可

### 効能
- リュウマチ、神経痛、痛風、慢性皮膚炎、腰痛、冷え性、動脈硬化など。

※効能はその効果を万人に保証するものではない。

## 温泉地

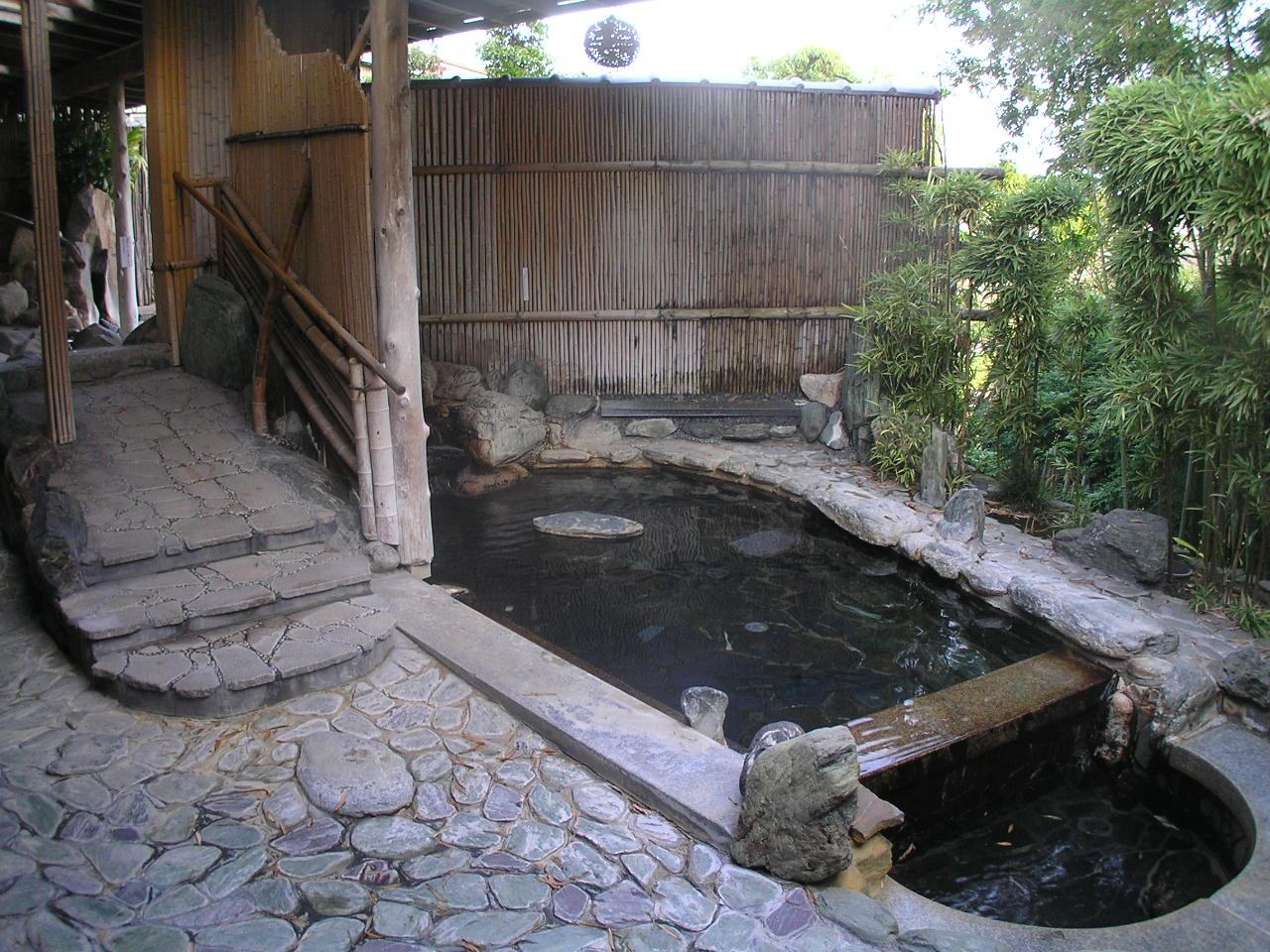
露天風呂（展望風呂）は2つある

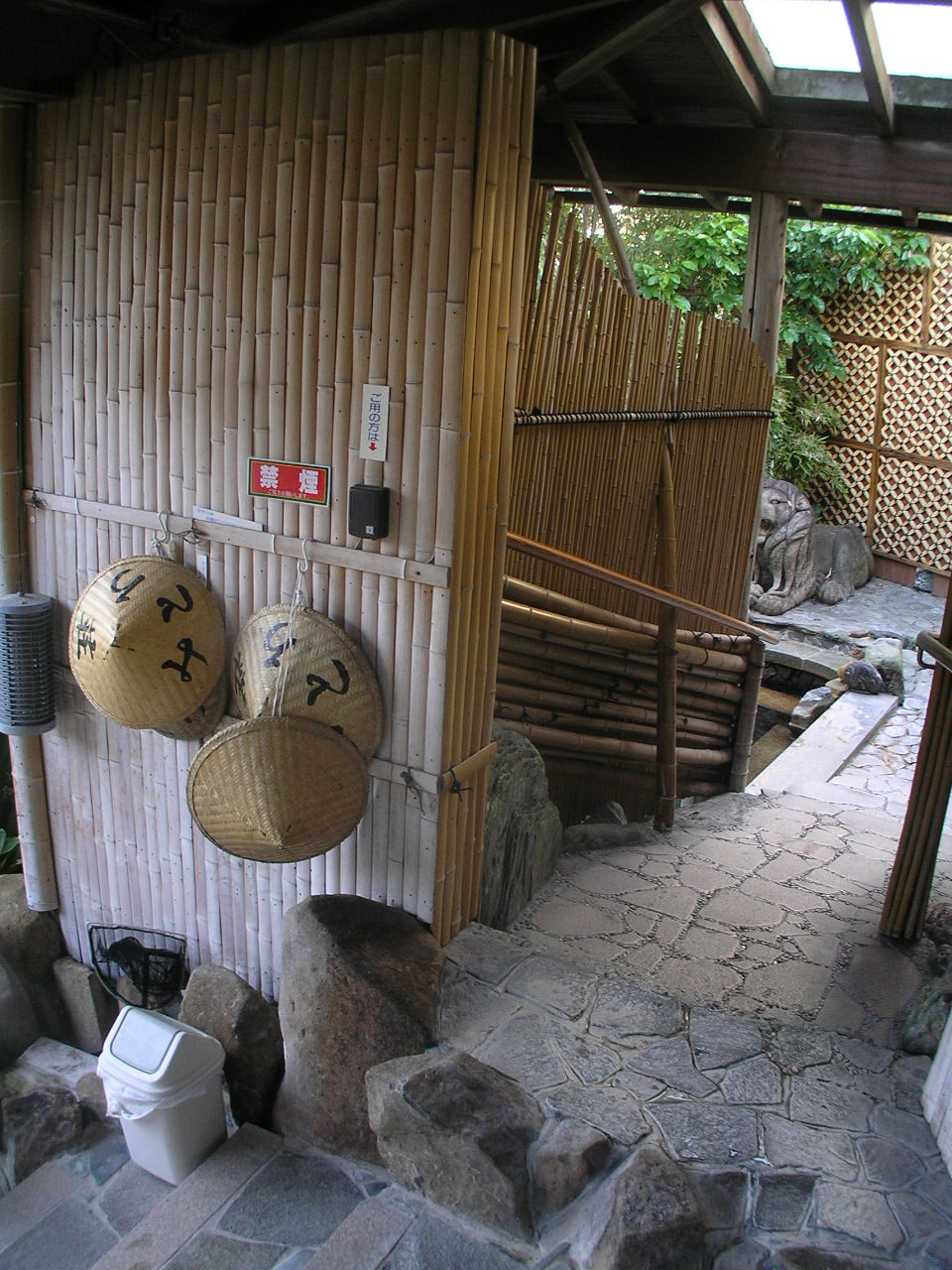
展望風呂は2つに分かれているがその仕切り

温泉旅館である「みとろ荘」一軒のみの営業。加古川の下流の程近く、周囲をのどかな田園に囲まれた小高い丘の上にあり、加古川市で唯一の露天風呂のある温泉旅館である。従業員手作りの露天風呂が人気を博す。洞窟風呂と展望風呂があり、男女が毎日入れ替わる。露天風呂からは竹林越しに播磨平野が望める。露天風呂からは、その時期には中秋の名月を眺めることができる。釜風呂（超微粒子ミストサウナ）が増築された。旅館には大広間や食堂が併設され、淡路島から毎朝、直送される海鮮を使った料理が提供される。宿泊、日帰り入湯ともに可能。

## 歴史
「みとろ荘」ができる以前は、地元の人たちが湧き水を汲み、自宅で沸かしてつかっていたという。「みとろ荘」の建つ丘は室町時代の井口城本丸跡であり、開業は1965年。かつては国民宿舎として営業していたが1986年に民間経営となり、大西安平社長が「自分の入りたい温泉をつくりたい」と考え、全国の温泉地を視察の末、自ら設計。その際に露天風呂を従業員らが造った。小豆島産の青い石が使用されている。その後、露天風呂は拡張され洞窟風呂が造られたが、その後増築が施された。
「みとろ」（見土呂）の名の由来には、悲しい伝説が残る。15世紀頃の井口城主・井口家治の姫である美登呂姫に満祐の家来の青年が一目惚れをし、ある日思いを告白したものの拒まれた。思いを遂げられなかった青年は、思い余って姫を殺し裏山に埋めてしまう。民衆は姫の死を悼み、石仏を建てて奉った。その石仏は現在も残っており、少し斜め下向きに立っているが、これは美登呂姫が倒れる寸前まで美徳を守ったためといわれている。姫の名である「美登呂」はその後「水泥」などを経て、今日の「見土呂」へと変化してきたという。

## 施設
- 客室:和室15、和洋室1。
- 風呂

内風呂:2（男女各1）。
露天風呂:2（男女各1）。
釜風呂（超微粒子ミストサウナ）。
宴会場。
無料駐車場80台。

## 周辺観光
- 見土呂フルーツパーク
- 平荘湖
- 加西フラワーセンター
- 鶴林寺
- 浄土寺
- 一乗寺
- 鍬渓温泉

## アクセス

### 所在地
加古川市上荘町井ノ口520 

### 交通
列車：JR山陽本線加古川駅にてJR加古川線に乗り換え、神野駅下車。または、JR加古川線厄神駅下車徒歩20分。無料送迎バスが、1日1便のみある。
自動車：
- 阪神高速・加古川バイパスの加古川ICから約15分、県道18号線を加古川沿いに北上し2つ目の橋（上荘橋）を左折、橋を渡りきってすぐに右折すぐ。

- 山陽自動車道 三木小野ICから約15分、小野方面（右側）に走り、175号線を北上し樫山交差点を左折、さらに100m先を左折、1.8キロ先のT字路を左折、しばらく走ると加古川堤防に出る　がしばらく走ったところの踏切を越えて次の信号（上荘橋東）を右折、上荘橋を渡り、橋を渡りきってすぐに右折すぐ。

- 山陽自動車道 加古川北ICを下り、信号を右折、県道43号線を高砂方面に走る。4キロ先の投松交差点を左折して県道65号線に入り、6.5キロ先の加古川（上荘橋）が見えたら、渡らずに左折すぐ。

## ギャラリー

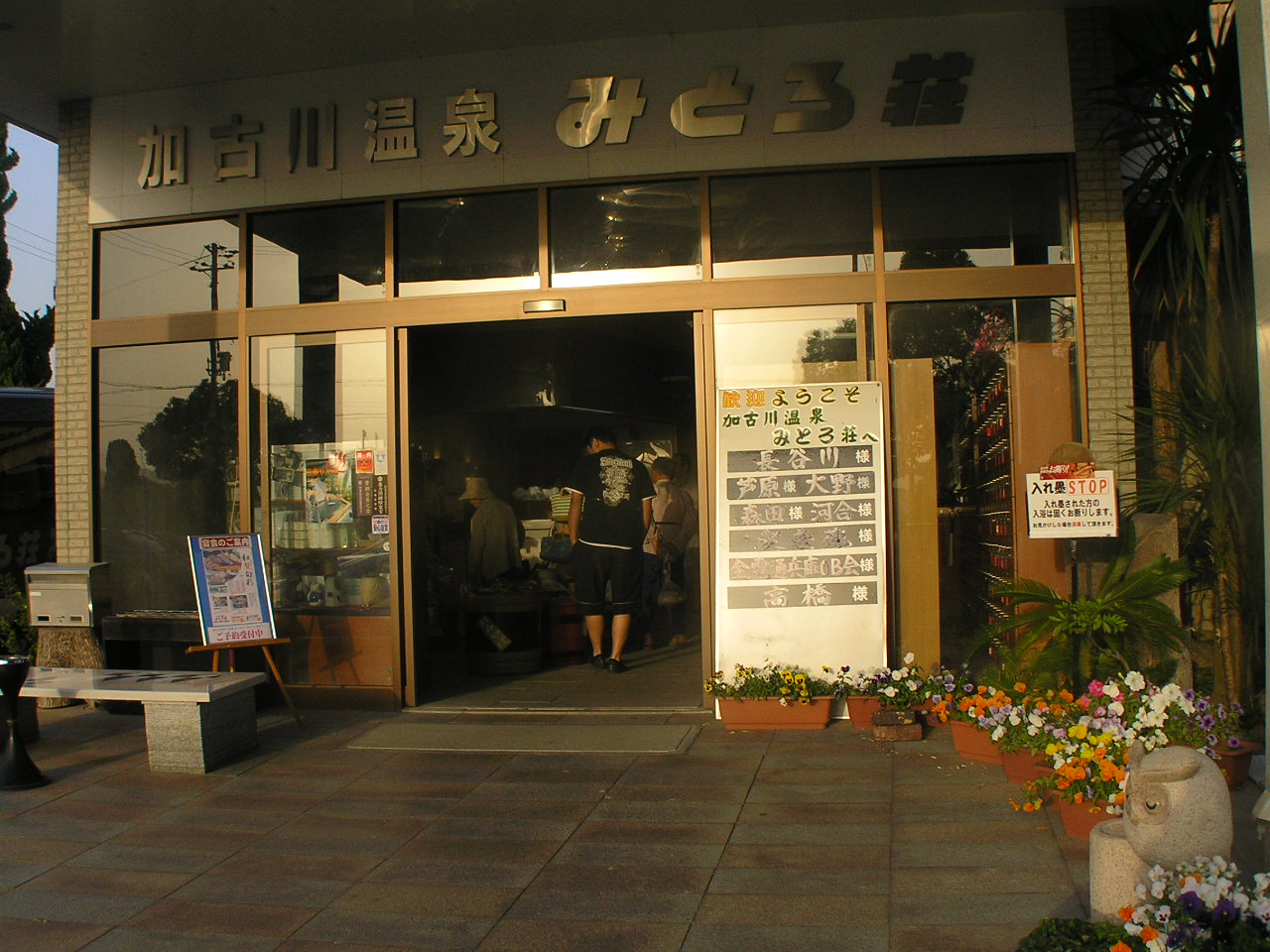
「みとろ荘」玄関
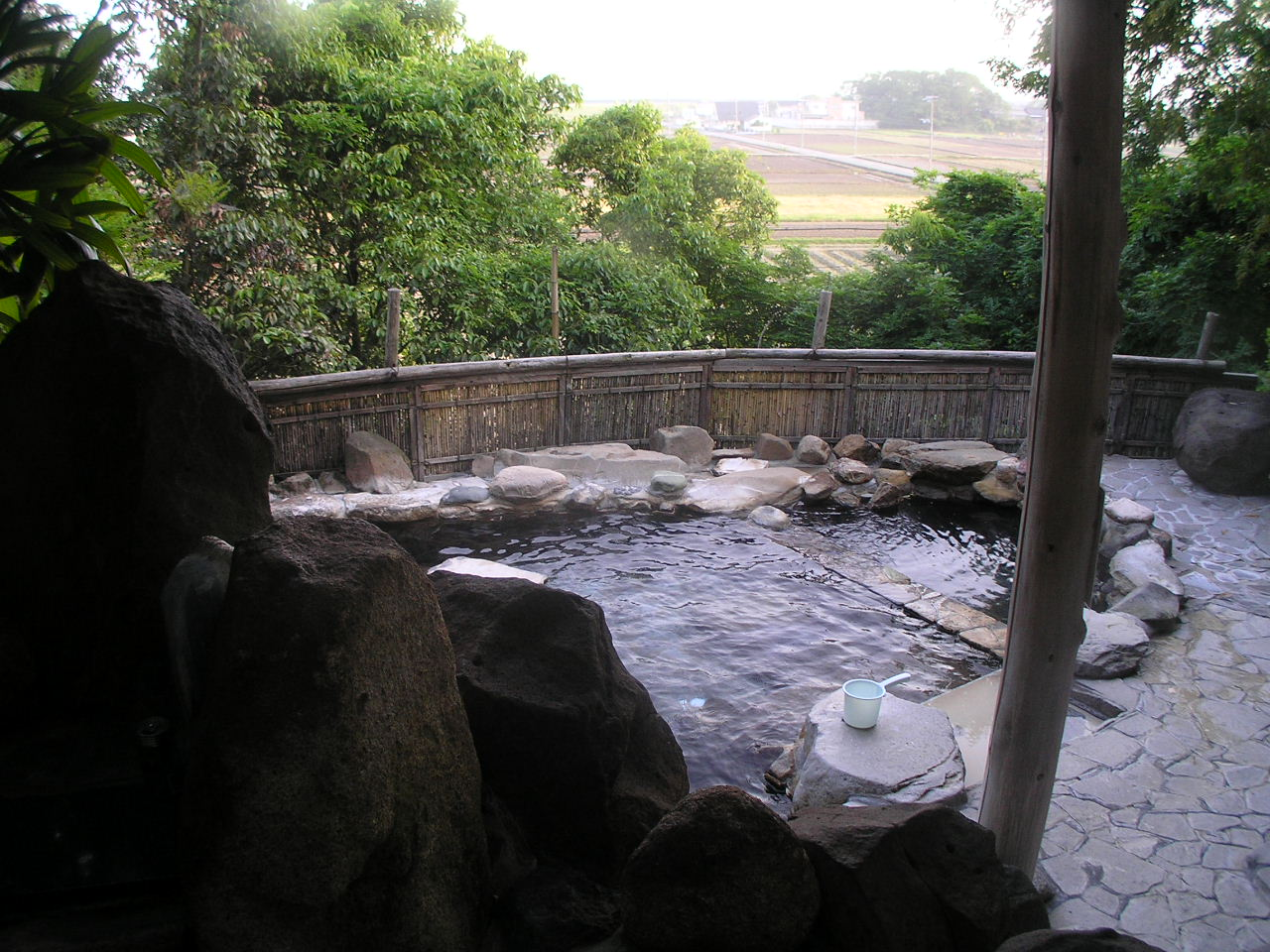
播州平野が一望できる展望風呂